# ناگایباک‌ها
ناگایباک‌ها (Nağaybäk به زبان تاتاری [nʌɣɑɪbæk] تلفظ شده‌است؛ جمع تاتاری: Nağaybäklär؛ جمع در روسی: Нагайбаки) یک قوم ترک در روسیه است که تحت قانون روسیه به عنوان یک قشر جداگانه شناخته می‌شود. اکثر نایبایک‌ها در منطقه‌های ناایباکسکی و شبرکولسکی استان چلیابینک زندگی می‌کنند. آن‌ها با لهجه فرعی از گویش میانه زبان تاتار صحبت می‌کنند. مورخان روسی و تاتاری معمولاً با Nağaybäks به عنوان بخشی جدایی ناپذیر از ولگا تاتارها رفتار می‌کنند. یک اقلیت، Nağaybäks را به خودی خود یک قومیت جداگانه می‌داند. در سرشماری روسیه در سال ۱۹۸۹، ۱۱۲۰۰ نفر خود را Nağaybäks معرفی کردند که در سال ۲۰۰۲ به ۹٬۶۰۰ نفر رسید.